# Paul Göbel

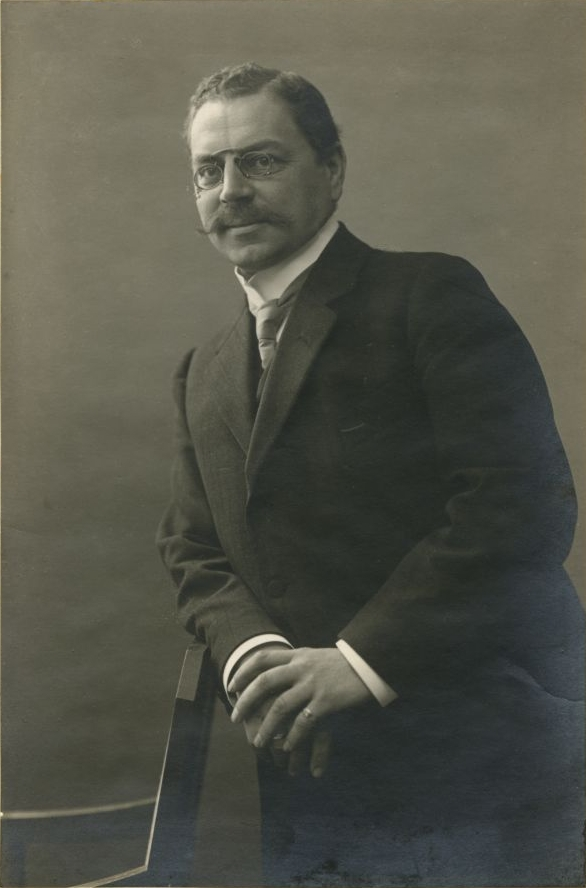
Paul Göbel

Paul Göbel (* 30. August 1870 in Urach; † 5. Mai 1921 in Heilbronn) war von 1904 bis 1921 Oberbürgermeister der Stadt Heilbronn. Göbels Amtszeit umfasste die Kaiserzeit des frühen 20. Jahrhunderts, den Ersten Weltkrieg, die Wirren der Novemberrevolution und die Hochphase der Inflation.

## Leben

Einweihung des neuen Kirchbrunnens in Heilbronn durch Paul Göbel am 23. April 1904

Paul Göbel wurde 1870 in Urach als Sohn des württembergischen Regierungsrats Gustav Göbel geboren. Er besuchte die Volks- und Lateinschule in Backnang und das Gymnasium in Ellwangen. Ursprünglich wollte er Pfarrer werden, weshalb er 1880 in das theologische Seminar am Stift Tübingen eintrat. Nach einjährigem Militärdienst schrieb er sich 1889 an der Universität Tübingen ein. Nach drei Semestern verlor er das Interesse an einem weiteren theologischen Studium und belegte Vorlesungen in Rechts- und Staatswissenschaft, worin er 1894 promovierte. Er war Mitglied der Studentenverbindung Luginsland Tübingen. Nach dem Studium war er zunächst stellvertretender Amtmann in Ellwangen, Maulbronn, Kirchheim/Teck, Esslingen und Neuenbürg. 1898 heiratete er in Ilshofen die Apothekertochter Anna Fortenbach. Im Jahr 1900 kam er als wissenschaftlicher Hilfsarbeiter zum Stuttgarter Stadtschultheißenamt. 1903 wurde er Regierungs-Assessor. 1904 bewarb er sich für die Wahl zum Heilbronner Stadtschultheißen, die er am 18. Februar 1904 gewann. Bei der Wahl konnte er sich mit 1459 zu 1120 Stimmen gegen seinen Gegenkandidaten, ein Finanzassessor Dr. Sigel, durchsetzen. Am 23. April 1904 trat er das Amt an. 

Paul Göbel bei der Feier zum 100. Todestag Schillers am 9. Mai 1905

Seine beiden Amtsvorgänger Karl Wüst und Paul Hegelmaier hatten die Stadt durch die stürmische Entwicklung der Gründerzeit geleitet, in der die Stadt Heilbronn ein vor allem auch nach außen sichtbares immenses Wachstum erfahren hatte. Göbel konnte dieses Wachstum bedingt durch die wirtschaftliche Stagnation im Kaiserreich in den Jahren vor dem Ersten Weltkrieg nicht fortsetzen. Die wenigen Höhepunkte seiner Amtszeit vor dem Ersten Weltkrieg waren die Einweihung des neuen Kirchbrunnens im Jahr 1904, die Schiller-Feier zum 100. Todestag des Dichters 1905, die Einweihung der Dammschule 1908 und die Eröffnung des neuen Heilbronner Stadttheaters 1913. Göbel musste zum zehnjährigen Amtsjubiläum eingestehen, dass die Stadt in seiner bisherigen Amtszeit keine glänzende Entwicklung durchlaufen habe. Er war jedoch aufgrund seiner besonnenen Art höchst beliebt in der Bevölkerung.
Als 1914 die Nachbargemeinde Böckingen, die vor 1803 zu Heilbronn gehört hatte und seitdem zu einem großen Wohnort der Heilbronner Arbeiter ohne nennenswerte eigene Industrie angewachsen war, aufgrund der stetig anwachsenden wirtschaftliche Schwierigkeiten erstmals die Eingemeindung nach Heilbronn erbat, war Paul Göbel der Fürsprecher der Eingemeindung Böckingens mit gleichzeitiger Eingemeindung der ebenfalls von Heilbronn abhängigen Nachbargemeinde Neckargartach und außerdem auch des wohlhabenderen Sontheim zur finanziellen Kompensation. Obwohl er eine sorgfältig ausgearbeitete Denkschrift mit viel Zahlenmaterial herausgab, lehnte der Heilbronner Gemeinderat das Vorhaben ab. Die grundlegende Idee, die von Heilbronn abhängigen Arbeiterwohngemeinden Böckingen und Neckargartach einzugemeinden und den finanziellen Aufwand mit der Eingemeindung von Sontheim zu kompensieren, wurde anderthalb Jahrzehnte nach Paul Göbels Tod dann dennoch realisiert.
Bei Ausbruch des Ersten Weltkriegs war es Göbel, der am 1. August 1914 die Mobilmachung vom Balkon des Heilbronner Rathauses verlas. Die sich anschließenden Jahre brachten Göbel auch nicht die ersehnten Glanzpunkte. Stattdessen musste die Stadtverwaltung mit neu eingerichteten Stellen wie Lebensmittelamt, Wirtschaftsamt und Wohnungsamt ganz auf die Mangelwirtschaft der Kriegsjahre eingestellt werden. Am 9. November 1918 besetzte eine Gruppe von Sozialdemokraten und bewaffneten Soldaten das Heilbronner Rathaus und erklärte die Amtsübernahme durch einen Arbeiter- und Soldatenrat. Göbel entgegnete, dass sich die Stadt den herrschenden Problemen der Zeit stellen würde und erklärte sich loyal mit den Aufständischen, die künftig zwei Dienstzimmer im Rathaus erhielten. Das politische Tagesgeschäft der gemeinsamen Räte war die Linderung der nach den Kriegsjahren herrschenden Hungersnot. Im November 1919 wurden die Arbeiter- und Soldatenräte entwaffnet und aufgelöst. An ihre Stelle trat eine bewaffnete Bürgerwehr, die u. a. an öffentlichen Einrichtungen zum Schutz von Streikbrechern eingesetzt wurde.
Göbel verstarb am 5. Mai 1921 im Alter von 50 Jahren, als er anlässlich der Einsetzung des Stadtpfarrers Kull einen Festgottesdienst in der Nikolaikirche besuchte und plötzlich zusammensackte. Ein herbeigerufener Arzt konnte nur noch den Tod feststellen. Zu seinem Nachfolger als Bürgermeister wurde der Architekt Emil Beutinger gewählt.

## Ehrung
Die Paul-Göbel-Brücke (B 39, über die Bahnlinie nach Weinsberg) sowie die Paul-Göbel-Straße in Heilbronn wurden nach ihm benannt.

## Stiftung
Im Jahr 1963 wurde eine Paul-und-Anna-Göbel-Stiftung zur Förderung von Kultur, Kunst und Volksbildung durch Kurt Göbel begründet, Sohn von Paul und Anna Göbel.